# Friedrich Wilhelm Hauck
Friedrich Wilhelm Hauck född 10 januari 1897 i Breslau (dagens Wrocław i Polen) död 15 april 1979 i Überlingen ca 30 km nordväst om Friedrichshafen vid Bodensjön var en tysk militär under andra världskriget. Hauck befordrades till generalmajor i juni 1943 och till general i artilleriet i april 1945. Han erhöll Riddarkorset av järnkorset i juni 1944. Hauck var i amerikansk  krigsfångenskap maj 1945 – februari 1948. 
Därefter skrev Hauck med bistånd av sex andra samtida tyska generaler på US Armys uppdrag "Die Operationen der Deutschen Heeresgruppen an der Ostfront 1941 - 1945; Südliches Gebiet".

## Karriär
- operationschef vid generalstaben i V. armékåren november 1938 – juni 1940
- chef för generalstaben vid särskilda armékommando XXXVII juni 1940 – februari 1941
- kvartermästare vid 11. armén februari 1941 – september 1942
- kommenderad till generalkvartermästaren vid arméns generalstab september – november 1942
- befälhavare för 386. grenadjärregementet november 1942 - mars 1943
- befälhavare för 305. infanteridivision mars 1943 – november 1944
- befälhavare (tf) för LXXVI. pansarkåren november – december 1944
- till överbefälhavarens förfogande december 1944 - januari 1945
- kommenderad till kurs för befälhavande generaler 2 – 15 januari 1945
- befälhavare (tf) för LXIV. armékåren  15 – 24 januari 1945
- befälhavare för LI. bergskåren mars – maj 1945